# ゲオルギー・ストゥルア
ゲオルギー・フョードロヴィチ・ストゥルア（ロシア語: Георгий Фёдорович Стуруа、1884年6月18日 - 1956年4月1日）、民族名ギオルギ・テヴドレス・ゼ・ストゥルア（グルジア語: გიორგი თევდორეს ძე სტურუა）は、グルジア人のボリシェヴィキ。

## 生涯
1884年6月18日（ユリウス暦6日）、ロシア帝国クタイス県クラシの農家に生まれた。1901年からロシア社会民主労働党の党員となり、1903年からバクーとモスクワでボリシェヴィキの地下印刷所で働いた。繰り返し逮捕を受け、1914年にはナルィム地方 (ru) に追放されるも、1916年に脱走しバクーへ戻った。
1917年から1918年まで党バクー委員会、バクー・ソビエトのメンバーを務め、バクー・コミューンでも活動。1918年3月から7月まではバクー＝ペトロフスク戦線委員、9月から翌1919年1月までテレク・ソビエト共和国内務副人民委員となり、同年から翌1920年までは党カフカース地方委メンバーでもあった。1919年10月から11月にかけてはグルジア民主共和国のメンシェヴィキ政権に対する叛乱を主導したが、翌1920年に逮捕され、アゼルバイジャン社会主義ソビエト共和国に追放された。その後はアゼルバイジャン共産党中央委組織部部長、グルジア社会主義ソビエト共和国食糧副人民委員、グルジア共産党チフリス市委責任書記などを歴任し、1920年9月から12月まではアゼルバイジャン共産党中央委書記も務めた。
1925年1月から1928年2月までグルジア共産党アブハジア州委責任書記、1928年から1929年まで同党中央統制委党部門議長、1929年から1931年までグルジア共和国およびザカフカース連邦共和国の法務人民委員を務め、1931年から1933年までと1934年から1937年まで、そして1953年4月から10月までの3度に渡ってグルジア共和国労組会議議長でもあった。1938年から1941年までグルジア共和国人民委員会議第一副議長、1942年1月3日から1948年3月26日までグルジア共和国最高会議幹部会議長、1946年から1948年まではソビエト連邦最高会議副議長を務めた。1948年4月までと1953年4月から9月まではグルジア共産党中央委局員でもあった。
その他にもグルジア共和国、ザカフカース連邦および全連邦の中執委メンバーや第2期連邦最高会議代議員を務め、連邦共産党大会にも第13回 (ru)、第15回、第17回、第18回と出席した。公金でダーチャに大量の牛を飼い、その牛乳を市場に流して私腹を肥やしたりもした。しかしヨシフ・スターリンの死後は権力を失い、1954年からレーニン中央博物館トビリシ支部の館長を務めていたが、在職中の1956年4月1日にトビリシで死去した。

## 親族
兄のヴァノは全グルジア中執委議長などを務めた。息子のデヴィはグルジア共産党中央委書記などを務め、別の息子メロルは国際ジャーナリストとなっている。デヴィの息子ギオルギもグルジア共産党中央委メンバーやグルジア共和国外務省、運輸・通信省職員などを務めている。